# Gavriil Ilizarov
Gavriil Abramovič Ilizarov (Гавриил Абрамович Илизаров; 15. června 1921 Bělověž – 24. července 1992 Kurgan) byl sovětský ortoped židovského původu.
Vystudoval v roce 1944 Krymskou lékařskou akademii. Působil v nemocnici v Kurganu na Sibiři, kde bylo v roce 1971 zřízeno výzkumné centrum traumatologie. Vynalezl Ilizarovův aparát, sloužící k zevní fixaci zlomených končetin pomocí Kirschnerových drátů. K jeho pacientům patřili atlet Valerij Brumel nebo horolezec Carlo Mauri. Ilizarovova metoda umožňovala také prodloužit kosti u lidí s trpasličím vzrůstem.
Byl autorem 208 patentů. Získal titul zasloužilý lékař RSFSR (1965), Leninovu cenu (1978), vyznamenání Hrdina socialistické práce (1981) a v roce 1991 se stal řádným členem Ruské akademie věd. Ljudmila Karačkinová po něm pojmenovala planetku 3750 Ilizarov.